# Melanotrichia kachika
Melanotrichia kachika is een schietmot uit de familie Xiphocentronidae. De soort komt voor in het Oriëntaals gebied.